# Kelvindruppelaar
De Kelvindruppelaar of Kelvingenerator, vernoemd naar Lord Kelvin, is een elektrostatische generator. Kelvin zelf noemde zijn apparaat water dropping condenser. Het apparaat gebruikt vallende waterdruppels om elektriciteit op te wekken, waarbij een voldoende grote spanning ontstaat die vonken in de lucht laat overspringen.

## Constructie

Principe Kelvindruppelaar

De Kelvindruppelaar bestaat uit twee metalen bakjes en twee open metalen ringen die kruislings elektrisch met elkaar verbonden zijn.
Het water boven in het reservoir bestaat uit grote hoeveelheden positief en negatief geladen ionen. De negatief geladen waterionen worden aangetrokken door de positief geladen ring en vallen druppelsgewijs in het bakje met negatief geladen water. Hetzelfde gebeurt met de positief geladen waterionen aan de andere kant.
Het gevolg is dat de lading in de bakjes geleidelijk zal gaan toenemen en daardoor ook de ringen. Deze zullen meer geladen waterdruppels gaan aantrekken; het proces versterkt zichzelf. Het resultaat is een positieve terugkoppeling, waarbij tussen de bakjes een zeer grote spanning ontstaat.
Als de doorslagspanning is bereikt vindt er een elektrostatische ontlading plaats tussen de draden, wat zichtbaar is als een vonk. Hierna is de lading bijna overal weer neutraal, en herhaalt het proces zich.